# Natalia Románova
La Gran duquesa Natalia Petrovna de Rusia (San Petersburgo 31 de agosto de 1718 - 15 de marzo de 1725) fue la menor de las hijas de Pedro el grande y su segunda mujer Catalina I.

## Corta vida
Natalia fue la décima de los hijos de sus padres, nacida durante las negociaciones de paz con Suecia (Congreso de Aland). Su padre tras enterarse del nacimiento de su hija hizo una fiesta y envió su flota a San Petersburgo.

Este día 20 de agosto en Trinidad glorificado Dios Todopoderoso ha otorgado a Su Majestad Imperial la hija recién nacida más brillante, se llama con el mismo nombre Natalia, y su nombre-Bueno, este día 26 de agosto en memoria del santo mártir Adrian y Natalia.

Solo Ana, Isabel y Natalia estaban vivas cuando se proclamó el Imperio ruso en 1721 y recibieron el título de zarevna. Natalia Petrovna murió más de un mes después que su padre, su ataúd fue colocado en la misma habitación con el cuerpo de su padre, que aún no había sido enterrado. Finalmente fue enterrada junto con sus hermanos muertos en la infancia en la Catedral de San Pedro y San Pablo de San Petersburgo.
- Datos: Q2839457
- Multimedia: Natalia Petrovna / Q2839457